# René Van den Berghen
Frans Bernard Joanna Renaat (René) Van den Berghen (Mechelen, 25 september 1919 - 6 juni 2003) was een Belgisch kajakker. 

## Levensloop
Van den Berghen vertegenwoordigde België tweemaal op de Olympische Spelen, met name in 1948 te Londen en in 1952 te Helsinki. Op beide edities vormde hij er een team met Bert Van De Vliet op de K2 1000 meter. Het duo werd telkens uitgeschakeld in de eerste ronde.